# Gustaaf Gevaert
Gustaaf Gevaert (Deinze, 17 januari 1883 - Ieper, 17 augustus 1952) was een Belgisch politicus voor de BWP.

## Levensloop
Na de lagere school werd hij wever en verver. Hij werd ontslagen en begon toen als letterzetter in de liberale drukkerij Van Coppenolle. Na een loongeschil werd hij in 1901 ook daar ontslagen. Hij werd toen broodvoerder in Deinze voor de Gentse coöperatie Vooruit. In 1908 was hij medestichter van de coöperatie Voor Ons Recht in Deinze, alwaar hij uitgroeide tot een spilfiguur van het socialisme.
In 1907 en 1911 was hij tevergeefs kandidaat-gemeenteraadslid in Deinze. Tijdens de Eerste Wereldoorlog zetelde hij in het lokaal comité van het Nationaal Hulp- en Voedingscomité. Op 24 april 1921 werd hij verkozen tot gemeenteraadslid van Deinze en vervulde dit mandaat tot in 1938. Van 1920 tot 1921 was hij ook provincieraadslid. In november 1921 werd hij verkozen tot socialistisch volksvertegenwoordiger voor het arrondissement Gent en vervulde dit mandaat tot in 1929. In dat jaar en in 1932 was hij kandidaat maar werd niet verkozen.
Gevaert vervulde een aantal functies, zo was hij voorzitter van de vakbond De Verenigde Textielbewerkers en toneelkring Volksverheffing (waar hij tevens acteur was), afgevaardigd bestuurder van de coöperatieve Voor Ons Recht (vanaf de stichting in 1908) en BWP-partijsecretaris (1912-1933). Tevens was hij bestuurslid van het socialistisch ziekenfonds van Deinze en verslaggever en boekhouder van de Jonge Turners.
In december 1933 ging het bedrijf van Gevaert (een pluimveebedrijf) failliet, nadat hem een lening was geweigerd door Vooruit. Hij nam ontslag uit zijn functies en ook uit de gemeenteraad. Hij brak met de socialistische beweging en verhuisde eerst naar Oostende en vervolgens naar Ieper.